# Роди Макдауал
Роберт Ендру Ентони Џуд Макдауал (енгл. Roderick Andrew Anthony Jude McDowall; Лондон, 17. септембар 1928 — Лос Анђелес, 3. октобар 1998) био је амерички глумац енглеског порекла. Најпознатији је по улогама Корнелијуса и Цезара у филмском серијалу Планета мајмуна. За улогу Октавијана Августа у култном филму Клеопатра (1963) био је номинован за Златни глобус за најбољег споредног глумца у играном филму. Добитник је Награде Еми за најбољег споредног глумца на телевизији и Награде Тони за најбољег глумца у представи. Познат је и по улози убице вампира, Питера Винсента, у хорор филмовима Ноћ страве (1985) и Ноћ страве 2 (1988). За ову улогу добио је Награду Сатурн за најбољег споредног глумца.
Славу је стекао већ почетком 1940-их као дечији глумац, водећим улогама у филмовима Како је била зелена моја долина (1941) и Леси се враћа кући (1943). Пред крај каријере бавио се и гласовном глумом, па се појавио у бројним анимираним серијама и филмовима, као што су Бетмен, Дарквинг Дак, СВОТ мачке, Супермен и Живот буба.
Био је члан Академије филмских уметности и наука, као и један од оснивача Националног одбора за заштиту филмова. У каријери дугој 60 година имао је преко 260 филмских и телевизијских улога.
Године 1960. добио је Звезду на Холивудској стази славних.

## Биографија
Макдауал је рођен 1928, на Херман Хилу, у Лондону, као једини син Томаса Ендруа Макдауала и Винфред (девојачко Коркоран) Макдауал. Отац му је шкотског, а мајка ирског порекла. Има старију сестру Вирџинију, која се такође бавила глумом. По вероисповести је католички хришћанин. Средњу школу је завршио у Лондону, а након тога Универзитет Картер у Лос Анђелесу.
Иако су поједини новинари писали чланке о Макдауловој хомосексуалности, он за свог живота никада то није јавно потврдио. Био је демократског политичког опредељења.
У пролеће 1965, на снимању филма Унутар Дејзи Кловер, Макдауал је направио неколико 8mm филмова, који су много година након његове смрти претворени у видео и постављени на Јутјуб.
Макдауал је имао огромну колекцију касета са филмовима и телевизијским серијама. Купио је филмове из кућног биоскопа Ерона Флина и пребацио их на траку, како би их чувао у својој архиви. ФБИ је 1974. запленио колекцију, због истраге око филмске пиратерије, али Макдауал није окривљен.
Између осталог, Макдауал је познат и као фотограф. Радио је за бројне часописе, међу којима су Воуг и Лајф. Објавио је 5 књига својих фотографија, на којима су се често налазиле бројне славне личности, као што су Елизабет Тејлор, Џуди Гарланд, Џуди Холидеј, Морин О’Хара, Кетрин Хепберн и Лорен Бакол.
Преминуо је 3. октобра 1998. у својој кући у Лос Анђелесу, од рака плућа. Његово тело је кремирано, а пепео посут по Тихом океану 7. октобра.

## Каријера
Каријеру је започео већ са 10 година, као дечији глумац. Прву значајну улогу имао је у драми Џона Форда, Како је била зелена моја долина (1941). За ову улогу добио је награду за најбољег глумца од Националног одбора за рецензију филмова. Наставио је да добија водеће дечије улоге у култним филмовима, као што су Леси се враћа кући (1943) и Мој пријатељ Флика (1943).
Почетком 1960-их, појавио се у познатим хорор ТВ серијама, Зона сумрака и Алфред Хичкок представља. Године 1962. тумачио је споредну улогу у епском ратном филму Најдужи дан. Већ наредне године добио је улогу Октавијана Августа у култном класику Клеопатра. За ову улогу био је номинован за Златни глобус. Поред њега, главне улоге су тумачили Елизабет Тејлор и Ричард Бартон.
Године 1968. добио је главну улогу у још једном култном класику, Планета мајмуна. Тумачио је лик Корнелијуса и враћао се у исту улогу у бројним наставцима из серијала. Након тога појавио се у неколико популарних ТВ серија, као што су Немогућа мисија, Марсовске хронике и Метлок.
Тумачио је лик „Великог убице вампира”, Питера Винсента, у хорор филмовима Ноћ страве (1985) и Ноћ страве 2 (1988). За ову улогу добио је Награда Сатурн за најбољу споредну мушку улогу, а и сам Макдауал је својевремено изјавио да му је то једна од најдражих улога и да би желео да је поново тумачи у неком предстојећем наставку. Ипак, иако су постојали планови за трећи део са Макдауалом на месту извршног продуцента, до тога никад није дошло.
Током 1990-их Макдауал је почео више да се бави гласовном глумом, па је позајмио гласове бројним ликовима у анимираним филмовима и серијама.

## Изабрана филмографија
| Улоге Родија Макдуала |                                         |               |                         |                                                                         |
| Година                | Српски назив                            | Изворни назив | Улога                   | Напомена                                                                |
| 1938.                 | Убиство у породици                      |               | Питер Озборн            | прва улога                                                              |
| 1940.                 | Само Вилијам                            |               | Џинџер                  |                                                                         |
| 1941.                 | Лов на људе                             |               | Ванер                   |                                                                         |
| 1941.                 | Како је била зелена моја долина         |               | Хју Морган              | Награда за најбољег глумца од Националног одбора за рецензију филмова   |
| 1943.                 | Мој пријатељ Флика                      |               | Кен Маклохлин           |                                                                         |
| 1943.                 | Леси се враћа кући                      |               | Џо Караклоу             |                                                                         |
| 1944.                 | Кључеви краљевства                      |               | Франсис Чизом           |                                                                         |
| 1945.                 | Громоглавни, син Флике                  |               | Кен Маклохлин           |                                                                         |
| 1948.                 | Магбет                                  |               | Малколм                 |                                                                         |
| 1950.                 | Ајкула убица                            |               | Тед Вајт                |                                                                         |
| 1958.                 | Велика земља                            |               | Ханаси Вочман           |                                                                         |
| 1959.                 | Недељна витрина                         |               | Филип Хамилтон          | Награда Еми за најбољу споредну мушку улогу у мини-серији или ТВ филму  |
| 1960.                 | Зона сумрака                            |               | Сем Конрад              | ТВ серија                                                               |
| 1960.                 | Поноћна чипка                           |               | Малком Стенли           |                                                                         |
| 1962.                 | Најдужи дан                             |               | Морис                   |                                                                         |
| 1963.                 | Клеопатра                               |               | Октавијан Август        | Златни глобус за најбољег споредног глумца у играном филму (ном)        |
| 1963.                 | Хапшење и суђење                        |               | Пол ле Доук             | Награда Еми за најбољу главну мушку улогу у мини-серији или филму (ном) |
| 1964.                 | Алфред Хичкок представља                |               | Гералд Мусгров          | ТВ серија                                                               |
| 1965.                 | Највећа прича икад испричана            |               | Метју                   |                                                                         |
| 1965.                 | Унутар Дејзи Кловер                     |               | Волтер Бејнс            |                                                                         |
| 1966.                 | Бетмен                                  |               | Букворм                 | ТВ серија                                                               |
| 1966.                 | Господе, воли патку                     |               | Алан „Молимаук” Мусгров | ТВ серија                                                               |
| 1968.                 | Легенда о Робину Худу                   |               | принц Џон               | ТВ серија                                                               |
| 1968.                 | Планета мајмуна                         |               | Корнелијус              |                                                                         |
| 1971.                 | Лепе девојке све у реду                 |               | директор Профер         |                                                                         |
| 1971.                 | Бекство са планете мајмуна              |               | Корнелијус              |                                                                         |
| 1971.                 | Вештица приправница и њен летећи кревет |               | г. Роуан Џелк           |                                                                         |
| 1972.                 | Освајање планете мајмуна                |               | Цезар                   |                                                                         |
| 1972.                 | Колумбо                                 |               | Роџер Станфорд          | ТВ серија                                                               |
| 1972.                 | Немогућа мисија                         |               | Лео Остро               | ТВ серија                                                               |
| 1972.                 | Судија за вешање                        |               | Френк Гас               |                                                                         |
| 1972.                 | Посејдонове авантуре                    |               | Акрес                   |                                                                         |
| 1973.                 | Макмилан и жена                         |               | Џејми Макмилан          | ТВ серија                                                               |
| 1973.                 | Легенда куће пакла                      |               | Бенџамин Ф. Фишер       |                                                                         |
| 1973.                 | Битка за планету мајмуна                |               | Цезар / Корнелијус      |                                                                         |
| 1974.                 | Планета мајмуна                         |               | Гален                   | ТВ серија                                                               |
| 1977.                 | Чудесна жена                            |               | Хенри Робертс           | ТВ серија                                                               |
| 1979.                 | Црна рупа                               |               | Винсент                 | глас                                                                    |
| 1980.                 | Марсовске хронике                       |               | отац Стоун              | ТВ серија                                                               |
| 1982.                 | Класа 1984                              |               | Тери Кориган            | Награда Сатурн за најбољу споредну мушку улогу (ном)                    |
| 1985.                 | Ноћ страве                              |               | Питер Винсент           | Награда Сатурн за најбољу споредну мушку улогу                          |
| 1985.                 | Алиса у земљи чуда                      |               | Мартовски зец           |                                                                         |
| 1985—1989.            | Убиство, написала је                    |               | Гордон Ферчајлд         | ТВ серија                                                               |
| 1987—1989.            | Метлок                                  |               | Кристофер Хојт          | ТВ серија                                                               |
| 1987.                 | Смрт зиме                               |               | господин Мари           |                                                                         |
| 1988.                 | Ноћ страве 2                            |               | Питер Винсент           |                                                                         |
| 1989.                 | Бежање са часова                        |               | господин Данте          |                                                                         |
| 1989.                 | Пут око света за 80 дана                |               | Макбејнс                | ТВ серија                                                               |
| 1992.                 | Квантни скок                            |               | Едвард Џон              | ТВ серија                                                               |
| 1992.                 | Дарквинг Дак                            |               | г. Квакмир Малард       | глас, ТВ серија                                                         |
| 1992—1994.            | Бетмен: Анимирана серија                |               | Џервис Теч              | глас, ТВ серија                                                         |
| 1993.                 | Два глупа пса                           |               | Камелеон                | глас, ТВ серија                                                         |
| 1994.                 | СВОТ мачке                              |               | Лени Рингтејл           | глас, ТВ серија                                                         |
| 1994.                 | Огледалце, огледалце 2: Плес гаврана    |               | др Ласки                |                                                                         |
| 1994.                 | Харт Харту                              |               | Џереми Сенет            |                                                                         |
| 1996.                 | Последња забава                         |               | Демијан Ноулес          |                                                                         |
| 1996.                 | Гаргојли                                |               | Протеус                 | глас, ТВ серија                                                         |
| 1996.                 | Дакмен                                  |               | Акерс                   | глас, ТВ серија                                                         |
| 1998.                 | Нове Бетменове авантуре                 |               | Џервис Теч              | глас, ТВ серија                                                         |
| 1998.                 | Супермен: Анимирана серија              |               | Џервис Теч              | глас, ТВ серија                                                         |
| 1998.                 | Живот буба                              |               | господин Сојл           | глас                                                                    |
| 1999.                 | Годзила                                 |               | др Хју Тревор           | постхумно, глас, ТВ серија                                              |